# 波良西卡古塔
波良西卡古塔（烏克蘭語：Полянська Гута）是烏克蘭西部的村莊，隸屬外喀爾巴阡州的烏日霍羅德區。該村面積24.81平方公里，海拔高度403米，2001年該村落人口465。